# 娇美山鹪莺
娇美山鹪莺（学名：Prinia lepida），是雀形目扇尾莺科的一种鸟类。

## 特征
娇美山鹪莺体重约7.1克，翼长约45毫米，嘴峰长约11.9毫米，喙宽度约2.1毫米，喙厚度约2.2毫米，跗蹠长约16.9毫米，尾长约59.4毫米。娇美山鹪莺在其分布区内为留鸟，其栖息在半开放的灌木丛中，食性为肉食性，主要食物来源是陆生无脊椎动物。

## 亚种
- ：分布于土耳其南部沿海地区。
- ：分布于沙特阿拉伯东部和巴林。
- ：分布于阿曼北部。
- ：分布于叙利亚东北部、伊拉克和伊朗西南部至阿富汗、巴基斯坦和印度北部。
- ：分布于中国西藏东南部至尼泊尔南部和印度北部。[3]